# Participações dos clubes na Copa do Mundo de Clubes da FIFA
A Copa do Mundo de Clubes da FIFA foi uma competição de futebol organizada pela FIFA, que é a entidade que representa o futebol em escala global., e reúne os campeões continentais anualmente. O campeonato foi disputado pela primeira vez em 2000, no Brasil, mas não foi realizado entre 2001 e 2004, devido a uma combinação de fatores (sendo o principal deles o colapso da relação entre a FIFA e o parceiro de marketing International Sport and Leisure). A partir de 2005 até 2023, o torneio passou a acontecer regularmente. Em 2024, o torneio anual de clubes passou a se chamar Copa Intercontinental da FIFA.
O formato do torneio englobava sete equipes, raramente seis ou até oito, pelo título mundial no país anfitrião ao longo de um período de cerca de duas semanas. Participando os vencedores dos seguintes torneios: Liga dos Campeões da Ásia (Ásia), Liga dos Campeões da CAF (África), CONCACAF Champions League (América do Norte, América Central e Caribe), Copa Libertadores da América (América do Sul), OFC Champions League (Oceania), e UEFA Champions League (Europa), além da equipe do país sede que não houve em 2005 e 2006, assim como no novo formato como Copa Intercontinental de 2024 em diante. 

## Número de clubes participantes da Copa do Mundo de Clubes da FIFA
O seguinte quadro corresponde à lista de clubes que já participaram da Copa do Mundo de Clubes da FIFA. Edições em negrito indicam competições vencidas pelos clubes.
| País                               | Participações | Clube                    | Ano                                                              | Ref(s)                      |
| ---------------------------------- | ------------- | ------------------------ | ---------------------------------------------------------------- | --------------------------- |
| Brasil (10)                        | 2             | Corinthians              | 2000, 2012                                                       | [ 6 ] [ 7 ] [ 8 ]           |
| Brasil (10)                        | 2             | Internacional            | 2006, 2010                                                       | [ 9 ] [ 10 ]                |
| Brasil (10)                        | 2             | Flamengo                 | 2019, 2022                                                       |                             |
| Brasil (10)                        | 2             | Palmeiras                | 2020, 2021                                                       |                             |
| Brasil (10)                        | 1             | Vasco da Gama            | 2000                                                             | [ 6 ] [ 11 ]                |
| Brasil (10)                        | 1             | São Paulo                | 2005                                                             | [ 12 ] [ 7 ]                |
| Brasil (10)                        | 1             | Santos                   | 2011                                                             | [ 13 ] [ 14 ]               |
| Brasil (10)                        | 1             | Atlético Mineiro         | 2013                                                             |                             |
| Brasil (10)                        | 1             | Grêmio                   | 2017                                                             |                             |
| Brasil (10)                        | 1             | Fluminense               | 2023                                                             | [ 15 ]                      |
| México (7)                         | 4             | Pachuca                  | 2007, 2008, 2010, 2017                                           | [ 16 ] [ 17 ] [ 18 ] [ 19 ] |
| México (7)                         | 4             | Monterrey                | 2011, 2012, 2013, 2019                                           | [ 13 ]                      |
| México (7)                         | 3             | Club América             | 2006, 2015, 2016                                                 | [ 9 ] [ 20 ]                |
| México (7)                         | 1             | Necaxa                   | 2000                                                             | [ 6 ]                       |
| México (7)                         | 1             | Atlante                  | 2009                                                             | [ 21 ]                      |
| México (7)                         | 1             | Cruz Azul                | 2014                                                             |                             |
| México (7)                         | 1             | León                     | 2023                                                             |                             |
| Inglaterra (4)                     | 2             | Manchester United        | 2000, 2008                                                       |                             |
| Inglaterra (4)                     | 2             | Liverpool                | 2005, 2019                                                       |                             |
| Inglaterra (4)                     | 2             | Chelsea                  | 2012, 2021                                                       |                             |
| Inglaterra (4)                     | 1             | Manchester City          | 2023                                                             |                             |
| Argentina (4)                      | 2             | River Plate              | 2015, 2018                                                       |                             |
| Argentina (4)                      | 1             | Boca Juniors             | 2007                                                             |                             |
| Argentina (4)                      | 1             | Estudiantes              | 2009                                                             |                             |
| Argentina (4)                      | 1             | San Lorenzo              | 2014                                                             |                             |
| Japão (4)                          | 3             | Urawa Red Diamonds       | 2007, 2017, 2023                                                 | [ 16 ] [ 22 ]               |
| Japão (4)                          | 2             | Sanfrecce Hiroshima      | 2012, 2015                                                       |                             |
| Japão (4)                          | 1             | Gamba Osaka              | 2008                                                             | [ 17 ]                      |
| Japão (4)                          | 1             | Kashiwa Reysol           | 2011                                                             | [ 13 ]                      |
| Austrália (4)                      | 1             | South Melbourne          | 2000                                                             | [ 6 ]                       |
| Austrália (4)                      | 1             | Sydney FC                | 2005                                                             | [ 12 ]                      |
| Austrália (4)                      | 1             | Adelaide United          | 2008                                                             | [ 17 ]                      |
| Austrália (4)                      | 1             | Western Sydney Wanderers | 2014                                                             |                             |
| Coreia do Sul (4)                  | 1             | Jeonbuk Hyundai Motors   | 2006                                                             | [ 9 ]                       |
| Coreia do Sul (4)                  | 1             | Pohang Steelers          | 2009                                                             | [ 21 ] [ 23 ]               |
| Coreia do Sul (4)                  | 1             | Seongnam Ilhwa Chunma    | 2010                                                             | [ 18 ] [ 24 ]               |
| Coreia do Sul (4)                  | 1             | Ulsan Hyundai            | 2012                                                             |                             |
| Nova Zelândia (3)                  | 11            | Auckland City            | 2006, 2009, 2011, 2012, 2013, 2014, 2015, 2016, 2017, 2022, 2023 | [ 21 ]                      |
| Nova Zelândia (3)                  | 1             | Waitakere United         | 2008                                                             | [ 18 ]                      |
| Nova Zelândia (3)                  | 1             | Team Wellington          | 2018                                                             |                             |
| Marrocos (3)                       | 2             | Raja Casablanca          | 2000, 2013                                                       | [ 9 ] [ 21 ] [ 13 ] [ 25 ]  |
| Marrocos (3)                       | 1             | Moghreb Tétouan          | 2014                                                             |                             |
| Marrocos (3)                       | 1             | Wydad Casablanca         | 2017                                                             |                             |
| Arábia Saudita (3)                 | 2             | Al-Ittihad               | 2005, 2023                                                       | [ 16 ] [ 17 ]               |
| Arábia Saudita (3)                 | 2             | Al-Hilal                 | 2019, 2022                                                       |                             |
| Arábia Saudita (3)                 | 1             | Al-Nassr                 | 2000                                                             |                             |
| Emirados Árabes Unidos (3)         | 1             | Shabab Al Ahli           | 2009                                                             | [ 16 ] [ 26 ]               |
| Emirados Árabes Unidos (3)         | 1             | Al-Wahda                 | 2010                                                             | [ 18 ] [ 27 ]               |
| Emirados Árabes Unidos (3)         | 1             | Al-Jazira                | 2017                                                             |                             |
| Espanha (2)                        | 5             | Real Madrid              | 2000, 2014, 2016, 2017, 2018                                     | [ 6 ] [ 28 ]                |
| Espanha (2)                        | 4             | Barcelona                | 2006, 2009, 2011, 2015                                           | [ 12 ]                      |
| Itália (2)                         | 1             | Milan                    | 2007                                                             |                             |
| Itália (2)                         | 1             | Internazionale           | 2010                                                             |                             |
| Tunísia (2)                        | 3             | Espérance de Tunis       | 2011, 2018, 2019                                                 |                             |
| Tunísia (2)                        | 1             | Étoile du Sahel          | 2007                                                             | [ 6 ] [ 29 ]                |
| Catar (2)                          | 2             | Al-Sadd                  | 2011, 2019                                                       | [ 13 ] [ 30 ]               |
| Catar (2)                          | 1             | Al-Duhail                | 2020                                                             |                             |
| Alemanha (1)                       | 2             | Bayern de Munique        | 2013, 2020                                                       |                             |
| Egito (1)                          | 9             | Al-Ahly                  | 2005, 2006, 2008, 2012, 2013, 2020, 2021, 2022, 2023             | [ 12 ] [ 9 ] [ 17 ] [ 31 ]  |
| Equador (1)                        | 1             | LDU Quito                | 2008                                                             |                             |
| Colômbia (1)                       | 1             | Atlético Nacional        | 2016                                                             |                             |
| República Democrática do Congo (1) | 3             | Mazembe                  | 2009, 2010, 2015                                                 | [ 21 ] [ 18 ] [ 32 ]        |
| China (1)                          | 2             | Guangzhou Evergrande     | 2013, 2015                                                       |                             |
| Costa Rica (1)                     | 1             | Deportivo Saprissa       | 2005                                                             | [ 12 ] [ 33 ]               |
| Irã (1)                            | 1             | Sepahan                  | 2007                                                             | [ 16 ]                      |
| Papua Nova Guiné (1)               | 1             | Hekari United            | 2010                                                             | [ 18 ]                      |
| Argélia (1)                        | 1             | ES Sétif                 | 2014                                                             |                             |
| Nova Caledônia (1)                 | 1             | Hienghène Sport          | 2019                                                             |                             |